# Balçova
Balçova ist eine Stadtgemeinde (Belediye) im gleichnamigen Ilçe (Landkreis) der Provinz Izmir in der türkischen Ägäisregion und gleichzeitig ein Stadtbezirk der 1984 gebildeten Büyükşehir belediyesi İzmir (Großstadtgemeinde/Metropolprovinz). Seit der Gebietsreform ab 2013 ist die Gemeinde flächen- und einwohnermäßig identisch mit dem Landkreis.

## Geographie
Balçova liegt westlich des Stadtzentrums am südlichen Ufer des Golfes von Smyrna (türkisch İzmir körfezi). Der Landkreis/Stadtbezirk grenzt im Westen an Narlıdere, im Süden an Karabağlar und im Nordosten an Konak, das Zentrum der Stadt. Im Norden liegt der Golf von Izmir mit dem İnciraltı-Strand, einer Lagune und den Kaps Çakal Burnu im Osten und Yeni Kale Burnu im Westen. Im Zentrum des Landkreises liegt der Berg Atatepe mit einem Erholungsgebiet und einer Aussichtsplattform, zu der die 1000 Meter lange Seilbahn Teleferik führt. Südlich davon befindet sich der Stausee Balçova Barajı.
In Balçova liegen die Wirtschaftsuniversität Izmir (İzmir Ekonomi Üniversitesi) und ein Schiffsmuseum.

## Verwaltung
Der Landkreis Balçova wurde 1992 durch das Gesetz Nr. 3806 von vier Mahalle gebildet, die zu einer Stadtgemeinde (Belediye) zusammengefasst wurden.
2013 wurde der Landkreis/die Stadt in einen Stadtbezirk umgewandelt, der aus acht Mahalle (Stadtviertel/Ortsteile) besteht. Den Mahalle steht ein Muhtar als oberster Beamter vor. Ende 2020 lebten durchschnittlich 9.851 Menschen in jedem Mahalle, die fünf bevölkerungsreichsten waren:
- Onur Mah. (16.613)
- Eğitim Mah. (14.182)
- Korutürk Mah. (12.287)
- Çetin Emeç Mah. (11.221)
- Fevzi Çakmak Mah. (10.833 Einw.)

Der Kreis/Stadtbezirk ist der kleinste der Provinz/Büyükşehir, hat aber eine überdurchschnittliche Bevölkerungsdichte – das 13-fache des Provinzwertes von 370 Einw. je km².

## Fotogalerie

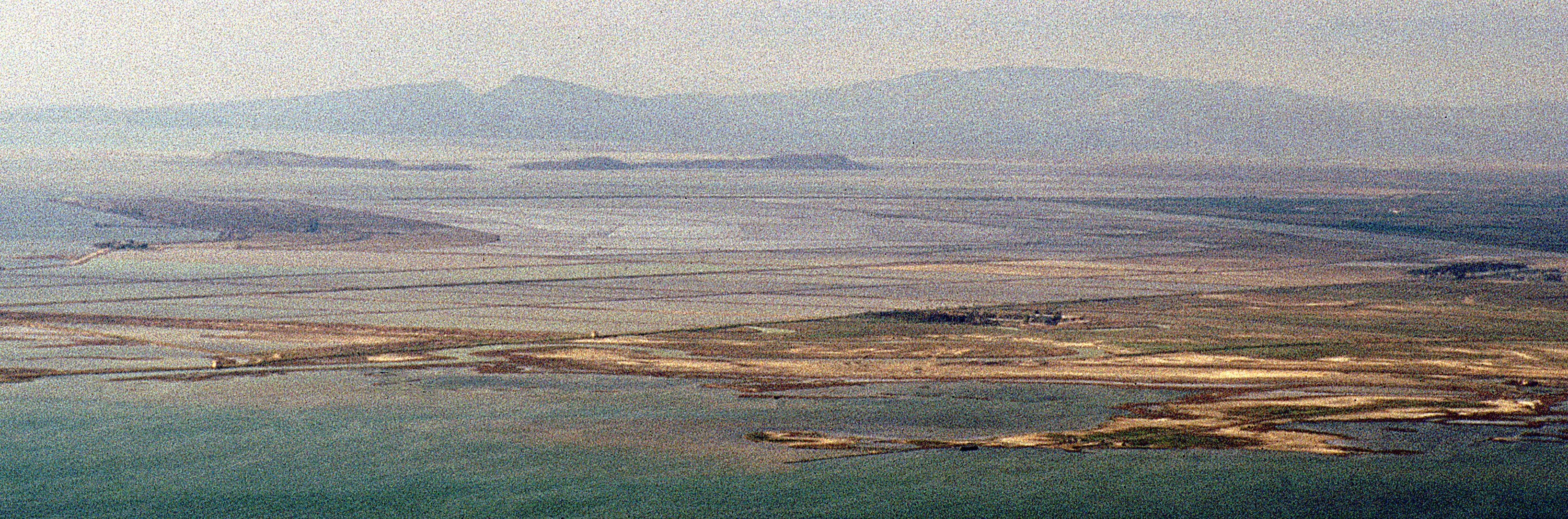
Blick auf die Bucht von Izmir
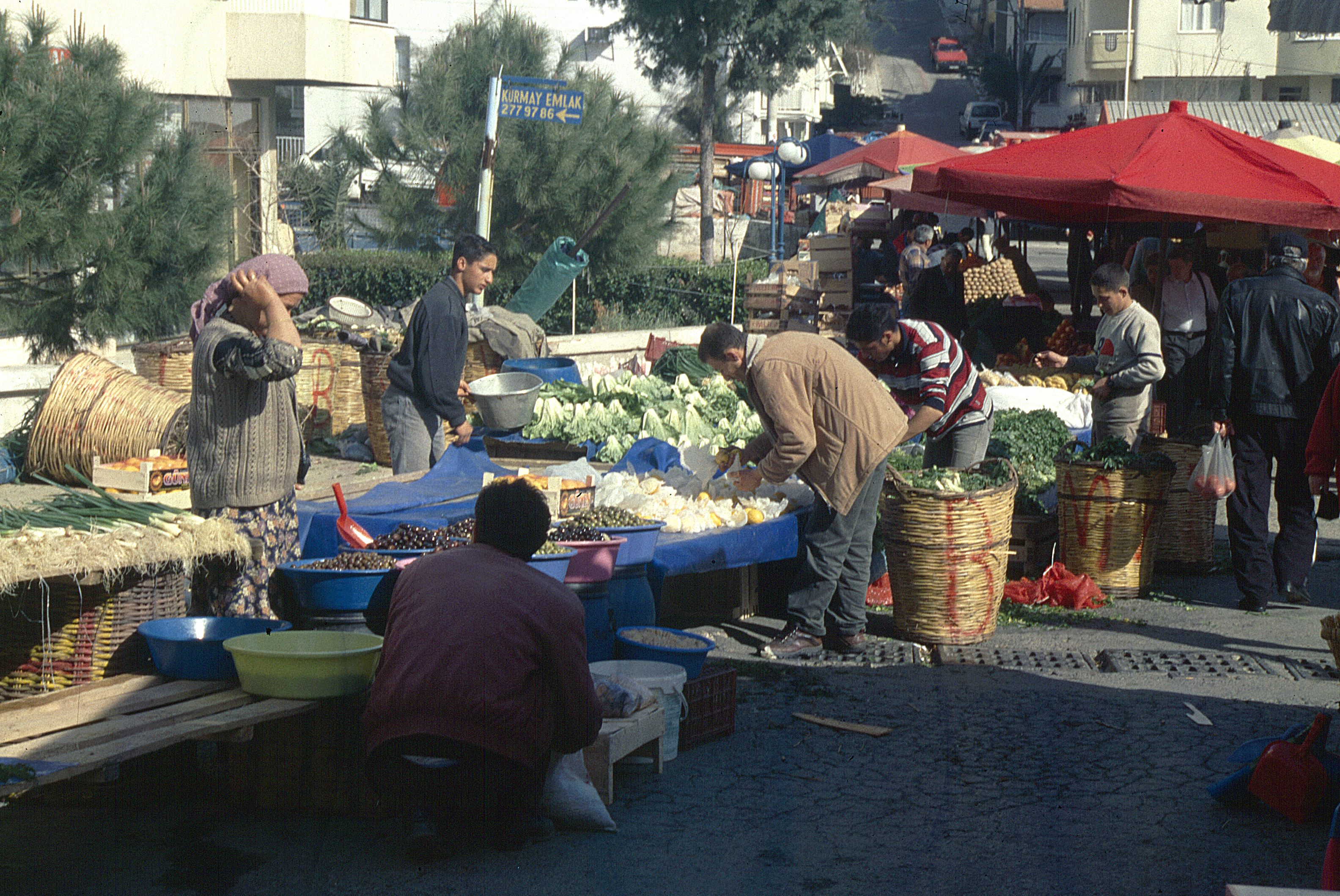
Marktszene
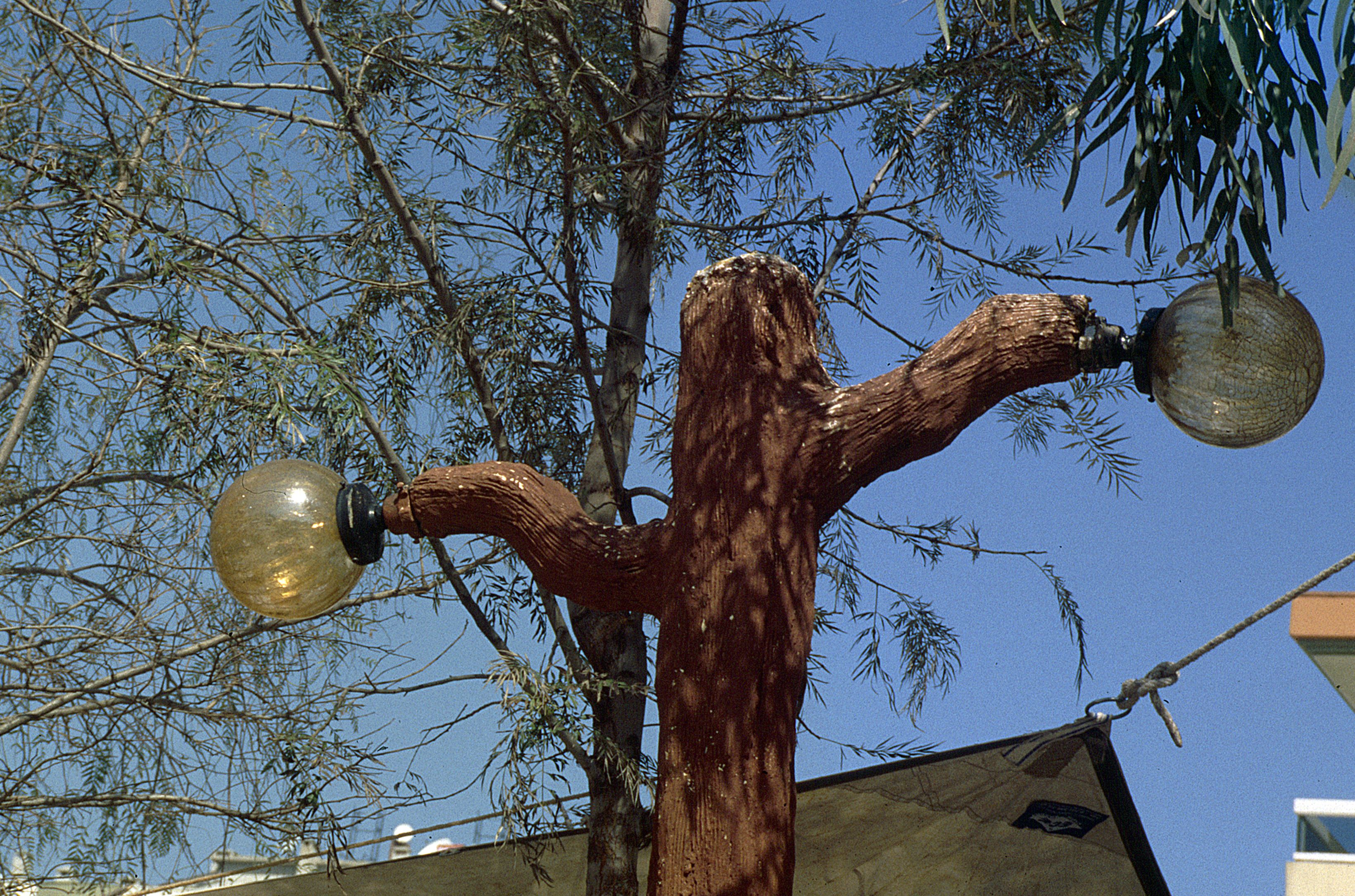
„Baumbeleuchtung“
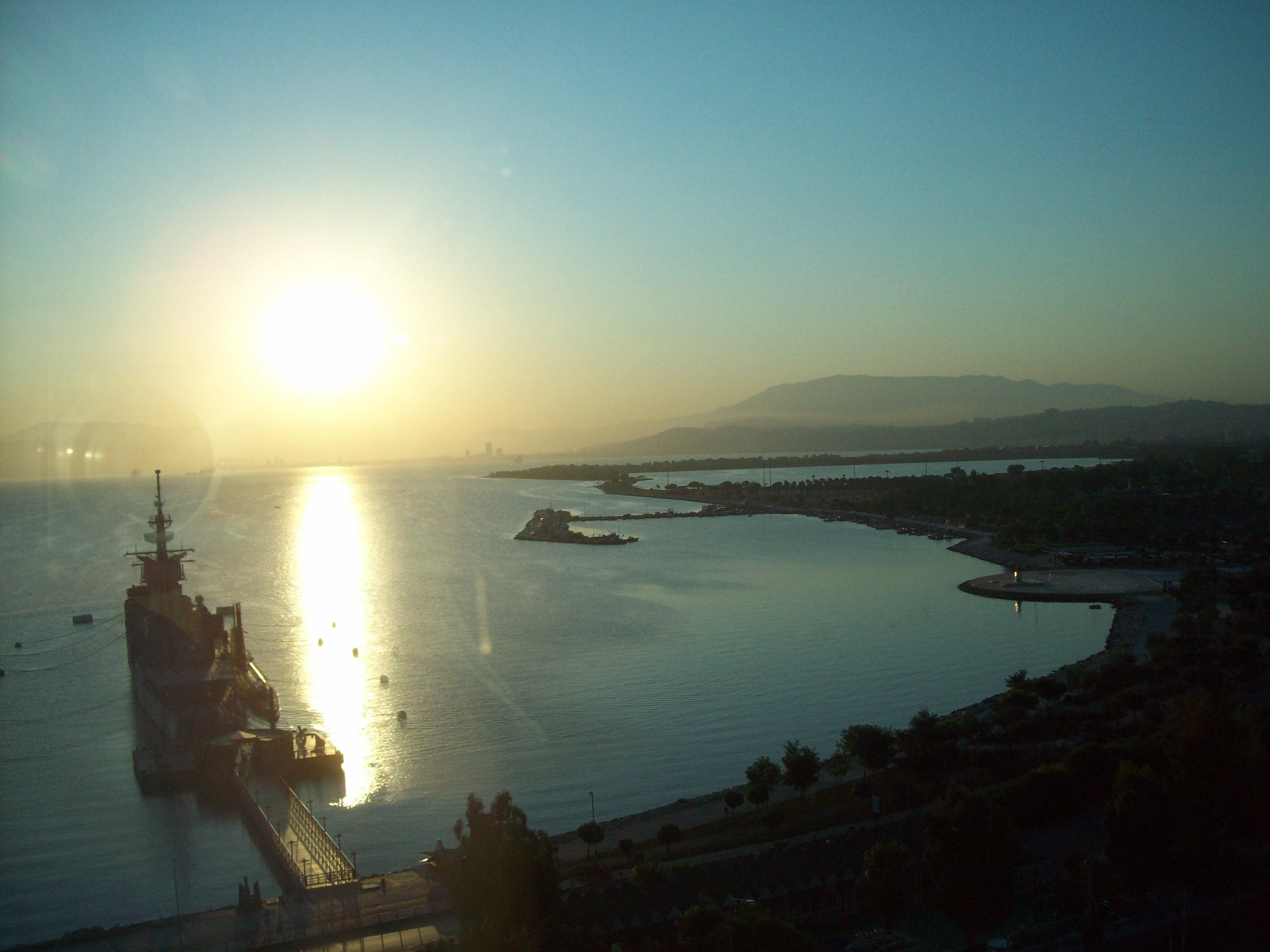
İnciraltı-Strand
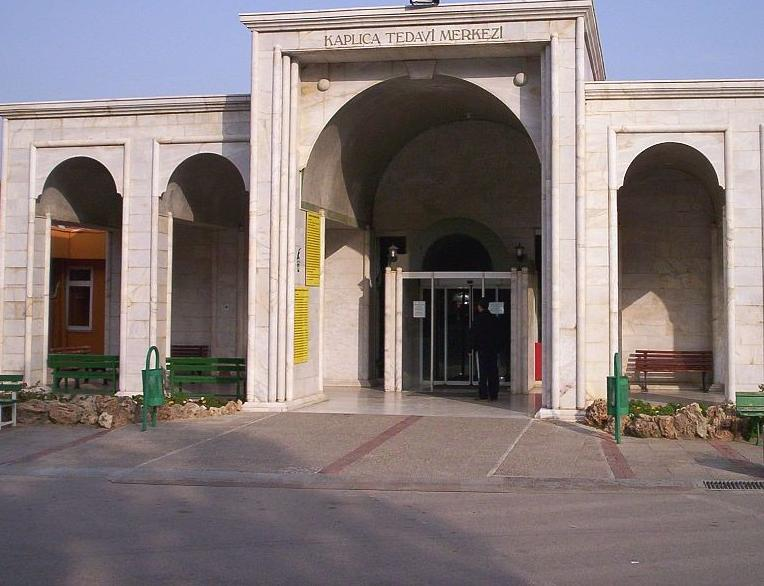
Thermalhotel „Agamemnon“

## Sport
Die Stadtverwaltung kaufte unter der Führung des Bürgermeisters Mehmet Ali Çalkaya im Sommer 2012 dem Amateurverein Fahrettin Altay SK seine Wettbewerbs- und Namensrechte ab und nahm anschließend mit ihrer neu gegründeten Betriebsfußballmannschaft Balçova Belediyespor an deren Stelle am Wettbewerb teil. Bereits in der ersten Saison feierte der Verein den Aufstieg in die TFF 3. Lig, die vierthöchste türkische Spielklasse im Profifußball.